# Entergalactic (truyền hình đặc biệt)
Entergalactic (cách điệu bằng cách viết hoa tất cả các chữ cái) là một chương trình hoạt hình dành cho người lớn đặc biệt do nhạc sĩ kiêm diễn viên người Mỹ Kid Cudi sáng lập, đóng vai trò như một tác phẩm đồng hành trực quan cho album cùng tên. Ban đầu được công bố là một bộ phim truyền hình dài tập, vào tháng 8 năm 2022, Entergalactic sau đó được tái phát triển thành một chương trình truyền hình đặc biệt. Chương trình được công chiếu vào ngày 30 tháng 9 năm 2022 trên Netflix đồng thời với album.
Entergalactic được dành tặng cho người bạn đã khuất của Cudi, nhà thiết kế thời trang người Mỹ Virgil Abloh, người từng là nhà thiết kế trang phục cho dự án trước khi qua đời, với ngày phát hành cùng chung ngày sinh của Abloh. Là một bộ phim hài kịch lãng mạn, Entergalactic sử dụng phong cách nghệ thuật lấy cảm hứng từ phong cách của Cơ thể tôi đâu rồi? và Người Nhện: Vũ trụ mới. Được quảng cáo là một "sự kiện truyền hình", nó đã nhận được sự hoan nghênh của giới phê bình về hoạt hình, phong cách hình ảnh, âm nhạc và câu chuyện.

## Nội dung
Jabari là một nghệ sĩ thời trang đường phố quyến rũ, đang trên đỉnh thành công thực sự. Sau một cuộc tình cờ gặp gỡ với người hàng xóm nhiếp ảnh gia mới tuyệt vời của mình, Meadow, Jabari phải tìm hiểu xem liệu anh có thể dành không gian cho tình yêu trong cuộc sống của mình hay không.

## Lồng tiếng
- Scott Mescudi trong vai Jabari
- Jessica Williams trong vai Meadow Watson, mối tình của Jabari.
- Timothée Chalamet trong vai Jimmy, bạn của Jabari và một kẻ buôn ma túy.
- Tyrone Griffin Jr. trong vai Ky, bạn của Jabari.
- Laura Harrier trong vai Carmen, bạn gái cũ của Jabari.
- Vanessa Hudgens trong vai Karina, bạn thân đang mang thai của Meadow.
- Christopher Abbott trong vai Reed, một nhà buôn nghệ thuật và bạn của Meadow.
- Daniella Balbuena trong vai Nadia
- Jaden Smith trong vai Jordan, một người trượt ván địa phương.
- Keith David trong vai Mr. Rager
- Teyana Taylor trong vai Huấn luyện viên quyền anh, người dạy đấm bốc cho Karina và Meadow.
- Arturo Castro trong vai Len, đồng nghiệp của Jabari.
- Macaulay Culkin trong vai Downtown Pat, một người trượt ván địa phương.
- Maisha Mescudi trong vai Ellie, chị gái của Jabari.
- Francesca Reale trong vai Sydnie
- Luis Guzmán trong vai Huge Mover

## Sản xuất

### Phát triển
Vào ngày 23 tháng 7 năm 2019, Netflix đã tuyên bố rằng Kid Cudi và Ian Edelman sẽ biên kịch và sản xuất dự định ban đầu sẽ là một bộ phim truyền hình hoạt hình dành cho người lớn được chuyển thể từ album Entergalactic của Cudi. Cudi trước đây đã hợp tác với Edelman vào năm 2010, trong loạt phim How to Make It in America của HBO. Cudi đóng vai trò là nhà sản xuất điều hành cùng với Kenya Barris, thông qua các công ty sản xuất của họ, Mad Solar và Khalabo Ink Society.
Vào tháng 9 năm 2021, Cudi đã lên Twitter để cảm ơn nhóm đã giúp đưa dự án thành hiện thực và trấn an người hâm mộ rằng họ sẽ không thất vọng: "Hãy đợi cho đến khi các bạn nghe và thấy Entergalactic. [Bạn] không hề biết gì đâu. Tôi thực sự muốn cảm ơn Kenya Barris, Mike Moon, Elizabeth Porter và cả đội ngũ vì đã tin tưởng vào tầm nhìn của tôi và đưa nó thành hiện thực. Tất cả mọi thứ về chương trình này đều ở cấp độ tiếp theo. Bạn sẽ thấy."
Trong một cuộc phỏng vấn vào tháng 8 năm 2022 với Esquire, Cudi tiết lộ rằng anh đã thu âm các bản nhạc trước—"một bộ các bài hát về vẻ đẹp của việc được giải thoát bởi tình yêu"—và làm ngược lại để phân cảnh câu chuyện trước khi thuê một nhóm viết kịch bản cho nó.
Vào ngày 25 tháng 8 năm 2022, một thông cáo báo chí đã công bố rằng Entergalactic sẽ được phát hành dưới dạng một chương trình truyền hình đặc biệt. Vào ngày 1 tháng 10, Cudi đã giải thích trên Twitter: "Đó là một loạt phim nhưng được thực hiện theo một cách rất độc đáo, được chia thành các chương chứ không phải các tập được thiết kế để cày phim! Vì vậy, nó giống như một bộ phim [vì] nó dài một tiếng rưỡi và có thể xem liền một mạch nhưng đây là một loạt phim dài tập. Hy vọng rằng nó dễ hiểu. Mục tiêu là cho nhiều mùa hơn".

### Thử vai
Vào tháng 7 năm 2019, Cudi được chọn tham gia loạt phim. Vào tháng 6 năm 2022, Jessica Williams, Timothée Chalamet, Ty Dolla $ign, Laura Harrier, Vanessa Hudgens, Christopher Abbott, 070 Shake, Teyana Taylor, Jaden Smith, Keith David, Arturo Castro, và Macaulay Culkin được tiết lộ là những thành viên còn lại của dàn diễn viên lồng tiếng. Vào ngày 8 tháng 6, Cudi tiết lộ rằng chị gái ngoài đời thực của anh, Maisha, sẽ lồng tiếng cho chị gái Ellie trên màn ảnh của anh, cùng với những vai lồng tiếng khác.

### Hoạt họa, thiết kế và ảnh hưởng
Hoạt hình được đảm nhận bởi hãng phim DNEG Animation ở London, hãng phim cũng đồng sản xuất bộ phim đặc biệt. Một bản đồ 3D của New York đã được tải xuống và xây dựng lại trong quá trình triển khai. Những ảnh hưởng đến thiết kế của bộ phim bao gồm Cơ thể tôi đâu rồi? và When Harry Met Sally....

## Phát hành
Vào ngày 15 tháng 9 năm 2021, Cudi tiết lộ rằng loạt phim và album sẽ ra mắt vào năm 2022. Vào tháng 9 năm 2021, Cudi đã phát hành một đoạn giới thiệu ngắn để quảng cáo cho loạt phim Netflix, trong đó tiết lộ âm nhạc sẽ được sản xuất bởi các cộng tác viên lâu năm của anh Dot da Genius và Plain Pat.
Vào ngày 24 tháng 4 năm 2022, Cudi đã viết trên Twitter: "Entergalactic sẽ là một thứ gì đó thực sự rất đặc biệt. Nhiều tâm trí sẽ tan chảy. Dàn diễn viên này?? ÂM NHẠC NÀY?? Nghe này. [Bạn] đã nghe nó ở đây trước. Hãy nhớ tweet này. Hãy theo dõi để biết thêm tin tức vào tháng 6!" Vào ngày 8 tháng 6, Netflix đã tiết lộ "cái nhìn đầu tiên" của Entergalactic, trong một đoạn giới thiệu tiết lộ dàn diễn viên.
Vào ngày 10 tháng 6, bài hát gốc đầu tiên được tạo cho chương trình, có tên "Do What I Want", được phát hành trên các nền tảng phát trực tuyến dưới dạng đĩa đơn chính thức đầu tiên của album. Vào ngày 12 tháng 7, Cudi tiết lộ trên Twitter rằng đoạn trailer chính thức của chương trình sẽ ra mắt vào tháng 8, bao gồm hai bài hát mới, và một trong những bài hát đó sẽ được phát hành dưới dạng đĩa đơn thứ hai. Vào ngày 12 tháng 9, Netflix đã công bố một đoạn trailer mới cho Entergalactic, bao gồm đĩa đơn nói trên, "Willing to Trust".

## Âm nhạc
Album đơn thứ tám của Kid Cudi, Entergalactic đóng vai trò là nhạc nền cho chương trình truyền hình đặc biệt. Album bao gồm các bài hát gốc do Cudi thể hiện mà chương trình truyền hình đặc biệt dựa trên.
Ngoài ra, một bản nhạc nền phim do nhà sản xuất thu âm người Mỹ Dot da Genius soạn nhạc và nhà sản xuất người Mỹ Plain Pat đồng sản xuất, được phát hành vào ngày 14 tháng 10 năm 2022 bởi Netflix Music, LLC.

## Đón nhận
Trên trang đánh giá tổng hợp Rotten Tomatoes, 96% trong số 25 bài phê bình của các nhà phê bình là tích cực, với điểm trung bình là 9/10. Trên trang sử dụng trung bình trọng số Metacritic, Entergalactic đã nhận được số điểm 77 trên 100 dựa trên 10 bài đánh giá của nhà phê bình, cho thấy "các đánh giá nhìn chung là tích cực"
Rendy Jones của Paste đã viết "Entergalactic là một bộ phim hài lãng mạn ngọt ngào cũng như một cuộc phiêu lưu hoạt hình thanh tao. Nó là một bức thư tình đầy phong cách và màu sắc cho hoạt hình và sự đơn giản của tình yêu giữa những người da đen trong thời hiện đại. Nó giống như đứa con giữa When Harry Met Sally và Vũ trụ mới dành cho những người da đen, những người xứng đáng có những câu chuyện như thế này cho dù chúng được trình bày theo phương tiện nào." Chase Hutchinson của Collider đã viết "Một viên ngọc quý hiếm là tác phẩm hoạt hình dành cho người lớn, Kid Cudi dẫn chúng ta vào một cuộc hành trình tuyệt vời khám phá mối quan hệ giữa hai con người gắn bó với nhau bằng tình yêu."
Justin Charity của The Ringer đã viết "Thật lôi cuốn và dễ thương, có thể nói, đó là một sự điều chỉnh tâm trạng sắc bén đối với một rapper ảm dạm và nó hiệu quả một cách sáng khoái. Entergalactic của Netflix là một bộ phim quảng cáo bổ sung cho album mới nhất của anh, nhưng nó cũng là một bước đột phá sáng tạo theo đúng nghĩa của nó." Rachel Ho của Exclaim! đã đánh giá bộ phim 8/10, nói rằng "câu chuyện về Jabari và Meadow có thể là câu chuyện mà tất cả chúng ta đều biết rất rõ, nhưng chính thế giới Entergalactic mới thu hút trí tưởng tượng của chúng ta, cả về âm thanh lẫn hình ảnh."
Joshua Alston của tạp chí Variety kết luận rằng "những gì có sẵn của Entergalactic thường gây say mê. Đạo diễn Fletcher Moules không bỏ lỡ một cơ hội nào để bổ sung những đoạn hoạt hình đẹp mắt vào kịch bản do Mescudi, Ian Edelman và Maurice Williams viết. Nó có âm nhạc tuyệt vời, vì thiếu một thuật ngữ tốt hơn, để cho âm nhạc của Mescudi trở nên sống động và tạo nên một hình ảnh tuyệt đệp. Nhưng sự chuyển tiếp giữa các yếu tố không gian của Entergalactic và những khoảnh khắc dưới đất của nó không phải lúc nào cũng trơn tru, một hệ quả khác của sự chuyển đổi từ loạt phim thành truyền hình đặc biệt. Có nhiều điều để yêu về câu chuyện lãng mạn của Mescudi, ngoại trừ thực tế là không có thêm nhiều từ nó hơn để yêu."

## Tương lai
Vào ngày 1 tháng 10 năm 2022, Kid Cudi tiết lộ qua Twitter rằng mặc dù Entergalactic "giống như một bộ phim", nhưng nó có chủ đích gần giống với một tập phim thí điểm hơn, tiết lộ rằng anh ấy dự định sản xuất "nhiều mùa hơn" (phim dài "một tiếng rưỡi") tạo nên một loạt phim Entergalactic, theo thông báo ban đầu của dự án là một loạt phim truyền hình.